# Quốc kỳ Philippines
Quốc kỳ Philippines (tiếng Tagalog: Pambansang Watawat ng̃ Pilipinas) là lá cờ có hai màu xanh dương và đỏ tươi, cùng với một tam giác đều ở bên trái, ở giữa tam giác là hình mặt trời vàng với tám tia sáng, mỗi tia sáng lại bao gồm ba tia nhỏ, những tia nhỏ này đại diện cho các tỉnh của đất nước; ở đỉnh của tam giác là ba ngôi sao năm cánh, mỗi ngôi sao đại diện cho ba đảo chính Luzon, Visayas và Mindanao. Màu trắng là hình ảnh tượng trưng cho bình đẳng và tình đoàn kết, sọc ngang màu xanh là nền hòa bình, sự thật và công lý, và một sọc ngang màu đỏ tượng trưng cho lòng yêu nước và dũng cảm. Ở trung tâm của tam giác màu trắng là một tám-quang vàng mặt trời tượng trưng cho sự thống nhất, tự do, dân chủ của người dân và chủ quyền của quốc gia.
Đặc biệt hơn, quốc kỳ nước này sẽ treo ngược (phần màu đỏ lên trên) trong trường hợp đất nước đang có chiến tranh.

## Quốc kỳ Philippines qua lịch sử
| Quốc kỳ | Thời hạn      | Sử dụng                                                                                                   |
| ------- | ------------- | --- |
|         | 1535-1821     | Cờ được sử dụng khi Philippines là một phần của Tân Tây Ban Nha.                                          |
|         | 1762-1764     | Cờ sử dụng khi Anh Quốc chiếm đóng Philippines. (sử dụng ở các khu vực bị chiếm đóng là Manila và Cavite) |
|         | 1821-1898     | Cờ trong thời kỳ Đông Ấn Tây Ban Nha.                                                                     |
|         | 1897          | Cờ chính thức đầu tiên của Philippines, thiết kế bởi Katipunan.                                           |
|         | 1898-1901     | Thiết kế của Emilio Aguinaldo, 3 biến thể được sử dụng bởi các chính phủ sau đó.                          |
|         | 1901-1908     | Cờ của Hoa Kỳ khi Philippines chịu sự kiểm soát trực tiếp từ Hoa Kỳ                                       |
|         | 1908-1912     | Biến thể sau khi Oklahoma trở thành một bang của Mỹ                                                       |
|         | 1912-1919     | Biến thể sau khi Arizona và New Mexico trở thành các bang của Mỹ                                          |
|         | 1919-1981     | Màu xanh của cờ thời kỳ này trở nên đậm hơn.                                                              |
|         | 1942-1945     | Cờ sử dụng trong thời Nhật Bản chiếm đóng.                                                                |
|         | 1943-1944     | Cờ sử dụng trong thời kỳ Đệ Nhị Cộng hòa Philippines.                                                     |
|         | 1981-1986     | Màu xanh của cờ lại trở lại màu xanh nhạt, ở thời kỳ Philippines tuyên bố độc lập.                        |
|         | 1986-1998     | Cờ năm 1919; được sử dụng lại năm 1986 sau Cách mạng Quyền lực Nhân dân.                                  |
|         | 1998-Hiện tại | Cờ hiện tại.                                                                                              |